# Ilgın
Ilgın est une ville et un district de la province de Konya dans la région de l'Anatolie centrale en Turquie.

## Personnalités
- Hanifi Berber, chanteur et compositeur né à Ilgın.